# Государственный пенсионный фонд Норвегии
Государственный пенсионный фонд Норвегии (норв. Statens pensjonsfond) состоит из двух отдельных суверенных фондов, принадлежащих правительству Норвегии.
- Государственный пенсионный фонд — Глобальный (бывший Государственный нефтяной фонд)
- Государственный пенсионный фонд — Норвегия (бывший Государственный страховой фонд)

Государственный пенсионный фонд — Глобальный, также известный как Нефтяной фонд, был создан в 1990 году для инвестирования избыточных доходов норвежского нефтяного сектора. По состоянию на 2024 год фонд владеет долями в 8 763 компаниях в 71 стране мира, стоимость его активов составляет чуть более $1,8 трлн (19 трлн kr), что приблизительно равно 1,5 % от мирового фондового рынка, что делает его крупнейшим в мире национальным фондом благосостояния. По состоянию на 17 октября 2024 года рыночная стоимость государственного пенсионного фонда Норвегии составляла 19 400 000 000 000 kr или $1 774 483 295 340. По состоянию на август 2024 года из фонда на каждого норвежского гражданина приходилось около 3 360 000 kr или $307 000. Фонд также держит портфели недвижимости и инвестиций с фиксированным доходом. Многие компании исключены фондом по этическим соображениям.
Правительственный пенсионный фонд Норвегии меньше и был создан в 1967 году как тип национального страхового фонда. Он управляется отдельно от Нефтяного фонда и ограничен внутренними и скандинавскими инвестициями и поэтому является ключевым держателем акций во многих крупных норвежских компаниях, преимущественно через фондовую биржу Осло.
В 2010-х годах зелёная энергия становится важным аспектом для Государственного пенсионного фонда, поскольку добывающие компании просто не приносят такой большой прибыли, как раньше. С 2019 года новые руководящие принципы запрещают фонду инвестировать в компании, которые производят более 20 млн тонн угля в год. Фонд планирует распродать акций на сумму более 10 млрд долларов США от компаний, которые используют слишком много ископаемого топлива. В надежде улучшить норвежскую экономику, фонд становится более экологически чистым, инвестируя в компании, которые продвигают возобновляемые источники энергии; например, фонд будет продолжать удерживать доли в таких фирмах, как Shell, поскольку у неё есть подразделение возобновляемой энергетики.
8 марта 2019 года Министерство финансов рекомендовало изъять активы из своих нефтегазодобывающих и добывающих холдингов; это произошло после августовской Лофотенской декларации 2017 года, которая требовала лидерства в глобальном отказе от ископаемого топлива от стран, которые имеют наибольшие возможности сделать это, — таких как Норвегия. По состоянию на 30 июня 2024 года рыночная стоимость активов фонда составляла 17,745 трлн норвежских крон. Наибольшую часть стоимости составил доход от инвестиций фонда, который составил 10,070 трлн норвежских крон, 4,886 трлн норвежских крон были чистым вкладом правительства, а 2,789 трлн норвежских крон пришлись на колебания обменного курса норвежской кроны. 72,0 % фонда было инвестировано в акции, 26,1 % в ценные бумаги с фиксированным доходом, 1,7 % в недвижимость и 0,1 % в возобновляемую энергетику. В первой половине 2024 года доходность государственного пенсионного фонда за границей составила 8,6 %.

## Государственный пенсионный фонд — Глобальный
Государственный пенсионный фонд — Глобальный (норв. Statens pensjonsfond utland, SPU; англ. Government Pension Fund Global, GPFG) — фонд, в который отчисляются сверхдоходы нефтяной промышленности Норвегии с дальнейшим инвестированием их в международные активы. Фонд сменил название в 2006 году (до этого назывался The Petroleum Fund of Norway, «Государственный нефтяной фонд»); но фонд по привычке называют Нефтяным фондом.
По состоянию на июнь 2011 года фонд был самым большим пенсионным фондом в мире, хотя в действительности это не пенсионный фонд, поскольку формируется на основе нефтяных доходов, а не пенсионных взносов. По состоянию на 19 сентября 2017 года стоимость активов фонда достигла 1 трлн долларов США, что приблизительно равно 1 % от мирового фондового рынка.
С 1,78 % от европейского фондового рынка фонд является крупнейшим акционером в Европе.
При формировании стратегического портфеля долговых инвестиций GPFG опирается на индексы-бенчмарки, которые определяют границы допустимого риска и служат ориентиром для ожидаемой доходности фонда. По состоянию на середину 2017 г. этот индекс состоял из 23 валют, включая валюты развивающихся стран — южнокорейскую вону, мексиканское песо, польский злотый, российский рубль и др. В сентябре 2017 года стало известно о планах фонда отказаться от текущего индекса-бенчмарка облигаций и заменить его индексом облигаций только в трёх валютах — доллар, евро и британский фунт. Информация о сроках данных изменений отсутствует.
На конец 2016 года фонд являлся одним из крупнейших держателей российских облигаций федерального займа (ОФЗ) среди нерезидентов, ему принадлежали бумаги на 2,21 млрд долл. Российские госбумаги в 2016 году стали одними из самых доходных в портфеле GPFG: их доходность в пересчете с рублей на мультивалютную корзину фонда составила 62,5 % (больше только у Перу — 81,5 % и Бразилии — 71 %).
В декабре 2020 года генеральный директор фонда Николай Танген сообщил, что фонд будет заблаговременно публиковать информацию о том, как он будет голосовать на собраниях акционеров компаний, акциями которых владеет. Мера коснется 12 тыс. компаний.